# Fukuivenator
Fukuivenator – wymarły rodzaj dinozaura, teropoda z kladu maniraptorów.
Pozostałości nieznanego wcześniej dinozaura znaleziono w Japonii, w skałach formacji Kitadani należącej do grupy Tetori. Datuje się je na kredę wczesną (barrem-apt). Znajdywano już w nich w przeszłości szczątki dinozaurów, takich jak ornitopody fukuizaur i Koshisaurus, karnozaur Fukuiraptor, zauropod Fukuititan, ssaki, żółwie, Crocodyliformes, ryby, ślimaki, a także najstarsze ptasie skorupki jaj, jak też skorupki jaj nieptasich dinozaurów. Kolekcję wzbogacają ichnoskamieniałości, w tym pierwsze odkryte w Japonii ślady pterozaura.
Wykopaliska przeprowadzono latem 2007. Znalezione kości tworzyły prawie kompletny szkielet teropoda niewielkich rozmiarów. Cechowały się jednak mieszaniną cech bazalnych i ewolucyjnie zaawansowanych, przypominających między innymi spotykane u dromeozaurów, a także cech niespotykanych wcześniej u żadnego innego dinozaura drapieżnego. Przeprowadzone badanie metodą CT ujawniło budowę ucha wewnętrznego pośrednią pomiędzy nieptasimi dinozaurami a ptakami. W efekcie rodzaj zaliczono do nowego rodzaju Fukuivenator. Nazwa rodzajowa pochodzi od nazwy prefektury Fukui oraz od łacińskiego słowa venator oznaczającego „myśliwego”. W obrębie rodzaju wyróżniono pojedynczy gatunek Fukuivenator paradoxus. Kreatorzy uzasadnili taki epitet gatunkowy niezwykłą kombinacją cech zwierzęcia. Rodzaj umieszczono wśród bazalnych przedstawicieli grupy maniraptorów.